# 行橋市立行橋南小学校
行橋市立行橋南小学校（ゆくはししりつ ゆくはしみなみしょうがっこう,
英語: Yukuhashi City Yukuhashi South Elementary School）
は、福岡県行橋市南大橋にある公立小学校。

## 概要
行橋市立行橋小学校から分離独立し開校。16学級、児童数324名（2023年4月現在）。ネイティブの常勤教員がいる。学外クラブとして男子サッカー部、学内では体操部がある。行橋南小学校通信として、『南小だより』を出している。2018年で創立40周年を迎える。

## 沿革
- 1979年（昭和54年）4月 - 行橋市立行橋南小学校が設置される。当時、24学級・児童数825名で開校。
- 1981年（昭和56年）8月 - 台湾チャンチューン小学校と姉妹校。
- 1984年（昭和59年）2月 - 行橋市委嘱同和教育研究発表会開催。
- 1996年（平成8年）11月 - 算数研究発表会自主発表。
- 1998年（平成10年）4月 - 国際理解教育の研究開始。
- 2000年（平成12年）1月 - 全学年に英語活動。
- 2001年（平成13年）10月 - 行橋市委嘱国際理解教育研究発表会を開催。
- 2005年（平成17年）4月 - 3年生〜6年生英語活動。
- 2006年（平成18年）2月 - ベルマーク100万点達成。
- 2008年（平成20年）11月 - 創立30周年記念事業実施。

## 受賞歴
- 1982年（昭和57年）- 福岡県PTA表彰受賞。
- 1990年（平成2年）
  - 6月 - 行橋市花壇コンクール最優秀賞。
  - 8月 - 全国水泳連盟水泳優秀校受賞。
- 1991年（平成3年）1月 - 小さな親切運動本部実行賞受賞。
  - 6月 - 行橋市花壇コンクール最優秀賞を受賞。
  - 福岡県交通安全協会学校優秀賞受賞。
- 1992年（平成4年）2月 - 農協作文コンクール最優秀賞を受賞。
  - 5月 - 行橋市花壇コンクール、最優秀賞。（3年連続受賞）
- 2003年（平成15年） 
  - 4月 - 読書活動優秀実践校受賞。
  - 8月 - 全国PTA新聞コンクール入選。

## 交通
- 行橋駅から徒歩15分
- 南行橋駅から徒歩12分